# Clasmatocolea vermicularis
Clasmatocolea vermicularis är en bladmossart som först beskrevs av Johann Georg Christian Lehmann, och fick sitt nu gällande namn av Riclef Grolle. Clasmatocolea vermicularis ingår i släktet Clasmatocolea och familjen Lophocoleaceae. Inga underarter finns listade i Catalogue of Life.